# Vitória Brasil
Vitória Brasil é um município brasileiro do estado de São Paulo. Tem uma população de 1.826 habitantes (IBGE/2024).

## História
O nome do município é uma homenagem à atuação de pracinhas brasileiros ao lado de forças aliadas durante a Segunda Guerra Mundial (1945), quando o povoado foi fundado por José Félix da Silva. Somente em 1996, tornou-se município, desmembrando-se de Jales e elegeu seu primeiro prefeito, Barcinho Ormaneze (PSDB) e primeiro vice-prefeito João Oscar de Carvalho (PSDB).

### Formação territorial-administrativa
Histórico da formação do município:
- Distrito criado com sede no povoado de mesmo nome, município de Jales, e território desmembrado deste município pela Lei nº 233, de 24/12/1948.
- Município criado pela Lei nº 8.550, de 30/12/1993.

## Geografia
Localiza-se a uma latitude 20º11'48" Sul e a uma longitude 50º29'04" Oeste, estando a uma altitude de 505 metros. Possui uma área de 49,7 km².

### Hidrografia
- Córrego do Veadão
- Córrego do Desengano
- Córrego do Cajueiro
- Córrego da Helena
- Córrego do Cedro

### Rodovias
- SP-463 - Elieser Montenegro Magalhães

## Demografia

### População
| Crescimento populacional                             | Crescimento populacional | Crescimento populacional | Crescimento populacional |
| Ano                                                  | População Total          |                          | %±                       |
| ---------------------------------------------------- | ------------------------ | ------------------------ | ------------------------ |
| 2000                                                 | 1 675                    |                          | —                        |
| 2010                                                 | 1 737                    |                          | 3,7%                     |
| 2022                                                 | 1 794                    |                          | 3,3%                     |
| Est. 2024                                            | 1 826                    | [ 8 ]                    | 1,8%                     |
| Fontes: Censos Demográficos IBGE e Estimativas SEADE |                          |                          |                          |

### Dados demográficos
Dados do Censo - 2010
População total: 1.737
- Urbana: 1.435
- Rural: 302
- Homens: 891[13]
- Mulheres: 846

Densidade demográfica (hab./km²): 34,95

## Política e administração
- Prefeito: Ana Lucia Olhier Modulo (2013/2020)
- Vice-prefeito: Alecio Caberlim

## Infraestrutura

### Comunicações
O sistema de telefones automáticos, assim como o sistema de discagem direta à distância (DDD) com o código de área (0176), foram implantados pela Telecomunicações de São Paulo (TELESP).
Na década de 90 o código DDD da cidade foi alterado para (017), para padronização do sistema telefônico com a telefonia celular que estava sendo implantada em todo o estado.

## Religião
O Cristianismo se faz presente na cidade da seguinte forma:

### Igreja Católica
- A igreja faz parte da Diocese de Jales.[17]

### Igrejas Evangélicas
Entre as igrejas protestantes históricas, pentecostais e neopentecostais, encontram-se na cidade:
- Assembleia de Deus Ministério do Belém.[20][21]
- Congregação Cristã no Brasil.[22]